# Hôtel de Chimay
L’hôtel de Chimay, connu successivement sous les noms d'Hôtel de la Bazinière, de Grand hôtel de Bouillon, Hôtel de La Pagerie avant de prendre son nom actuel, est un hôtel particulier à Paris. Depuis 1883, il fait partie de l'École nationale supérieure des beaux-arts de Paris.

## Localisation
Il est situé au 17, quai Malaquais dans le 6e arrondissement à Paris.

## Historique de l'hôtel
Le quai Malaquais est construit vers 1552 sur une levée destinée à protéger le Pré-aux-Clercs des inondations. En 1585, le quai prend son nom actuel, à partir du nom du port voisin.

### Hôtel de La Bazinière

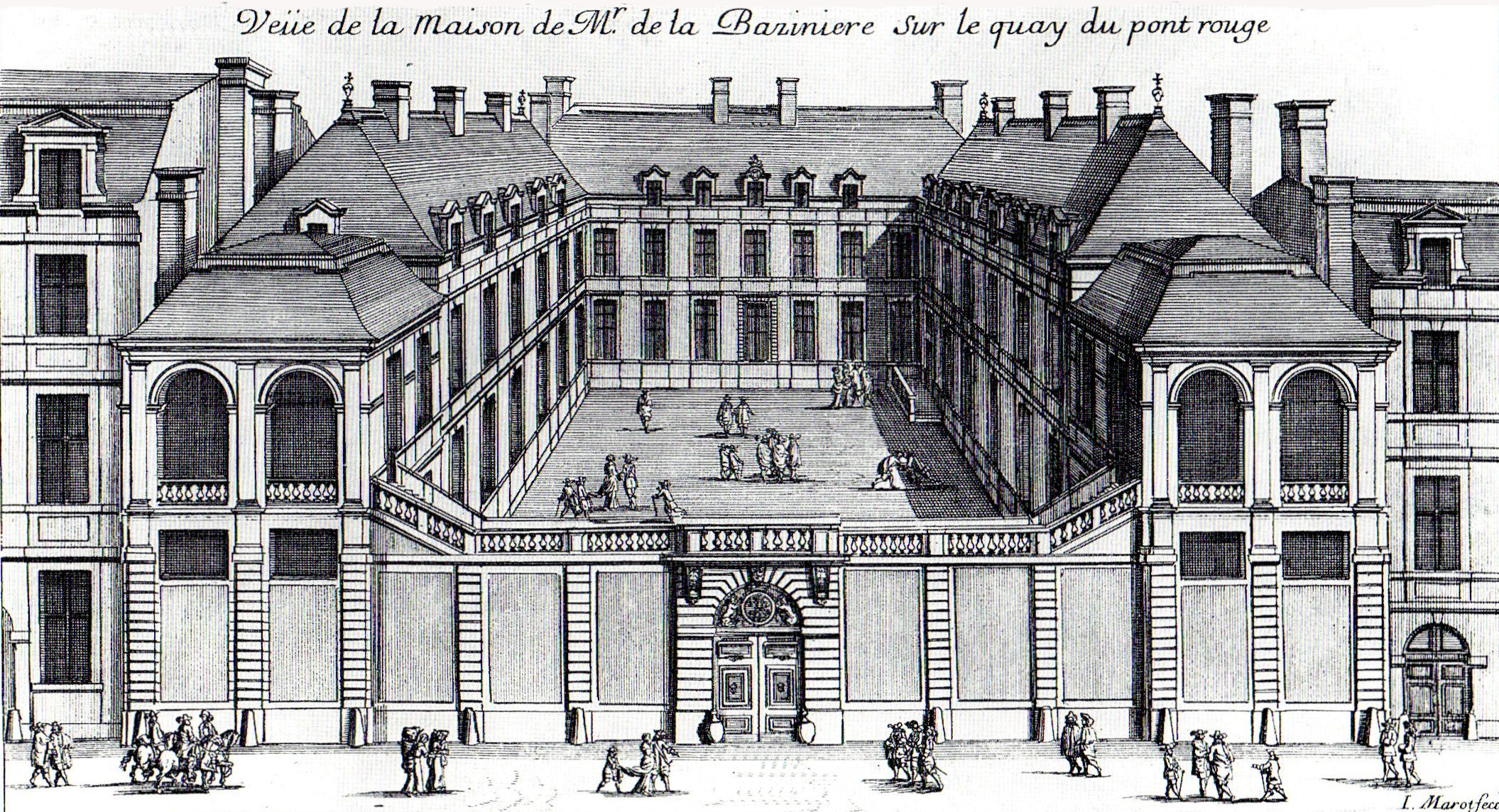
Hôtel de La Bazinière
Perspective gravée par Jean Marot vers 1658.

L'hôtel est construit en 1635 par les entrepreneurs Simon Delespine (mort vers 1680), Martial Baret et Jean Péronne pour Macé I Bertrand de La Bazinière (?-1642), trésorier de l'Épargne.
Entre 1653 et 1658, Macé II Bertrand de La Bazinière (1632-1688), héritier de la charge de son père, fait transformer le bâtiment par François Mansart. Une partie du décor est peinte par Charles Le Brun. Une gravure représentant l'hôtel à cette époque (1658) fut exécutée par Jean Marot. En octobre 1660, il y accueille la troupe de Molière pour y jouer Les Précieuses ridicules et Sganarelle ou le Cocu imaginaire. Proche de Nicolas Fouquet, il est emprisonné en 1661 et meurt ruiné.
La demeure est habitée en 1665 par Henriette-Marie de France, sœur de Louis XIII.

### Grand hôtel de Bouillon
En 1681, l'hôtel est acheté  par Godefroy-Maurice de La Tour d'Auvergne, duc de Bouillon. De 1681 à 1714, il est habité par Marie-Anne Mancini, duchesse de Bouillon, nièce du cardinal Mazarin, qui le fait embellir par Charles Le Brun et André Le Nôtre.
Il est reconstruit entre 1741 et 1744 par l'architecte François Debias-Aubry, pour Charles-Godefroy de La Tour d'Auvergne, duc de Bouillon, sauf s'agissant d'une partie le long du quai Malaquais. Les sculptures sont réalisées par Jacques-François Martin et de Jean-Martin Pelletier.
En 1745, François Debias-Aubry réalise le Petit hôtel de Bouillon qui se trouve au 15, quai Malaquais, à côté du Grand hôtel de Bouillon.

### Hôtel de La Pagerie
Napoléon Ier donne l'hôtel à Stéphanie Tascher de La Pagerie (1788 - 1832), cousine de Joséphine, le 1er février 1808, après son mariage avec Prosper-Louis d'Arenberg (1785 - 1861), 7e duc d'Aremberg. Une partie des décors est refaite dans le style Empire.

### Hôtel de Chimay
L'hôtel est racheté en 1852 par Joseph de Riquet de Caraman, prince de Chimay (1808-1886).
Cet hôtel particulier a notamment été habité par Jean Martin Charcot à partir de l'été 1871. Le médecin en a occupé une aile entière pendant plusieurs années avant de déménager dans un hôtel particulier du boulevard Saint-Germain. L'hôtel de Chimay a également à la même époque été occupé par l'homme de lettres Édouard Pailleron.
En 1883, l'État achète l'hôtel pour l'École des Beaux-Arts, qui l'a presque entièrement évidé pour y installer des ateliers.
Outre des statues, la cour accueille deux colonnes et un chapiteau provenant des ruines du palais des Tuileries,.

## Galerie

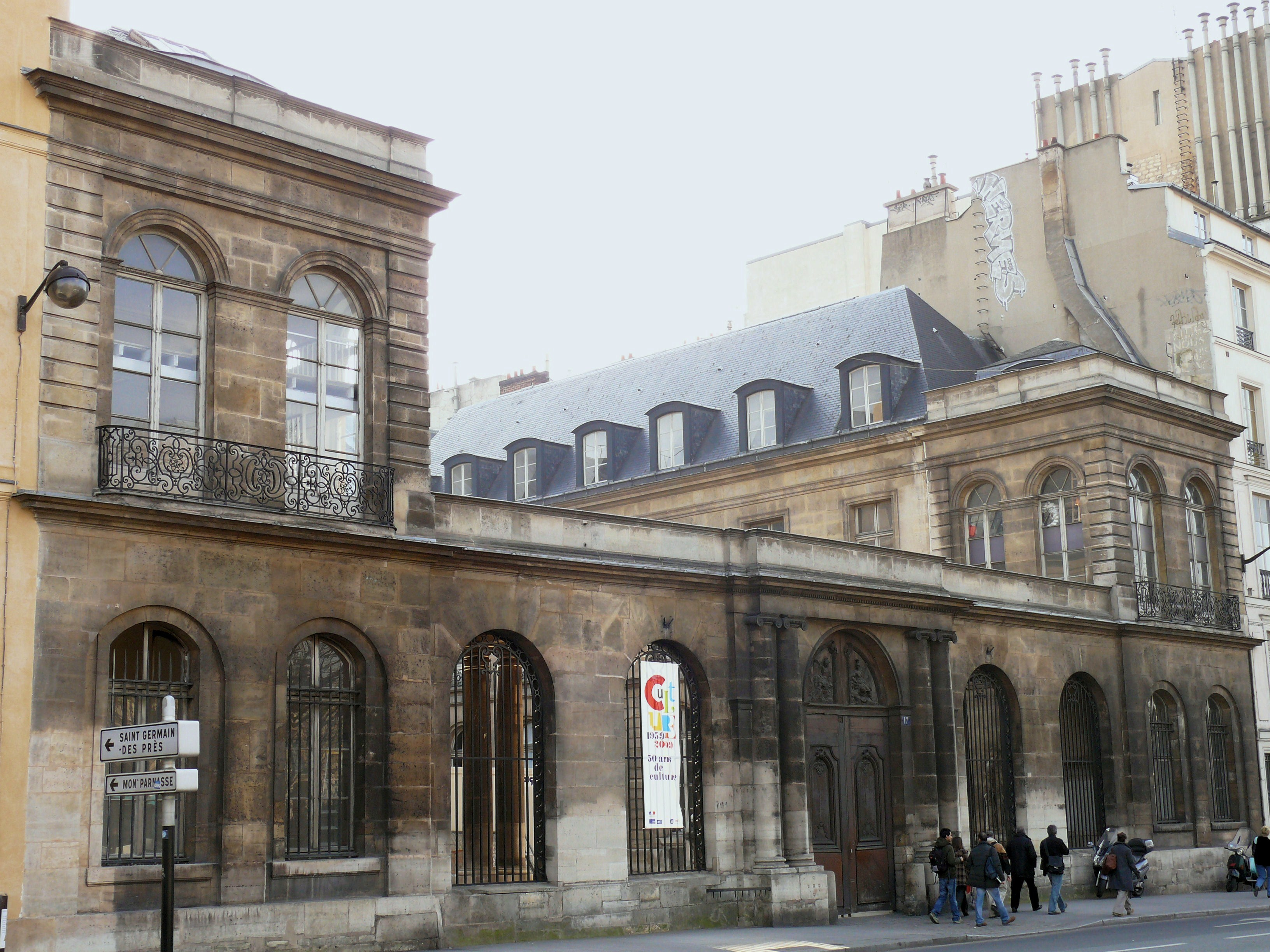
Façade avant restauration.
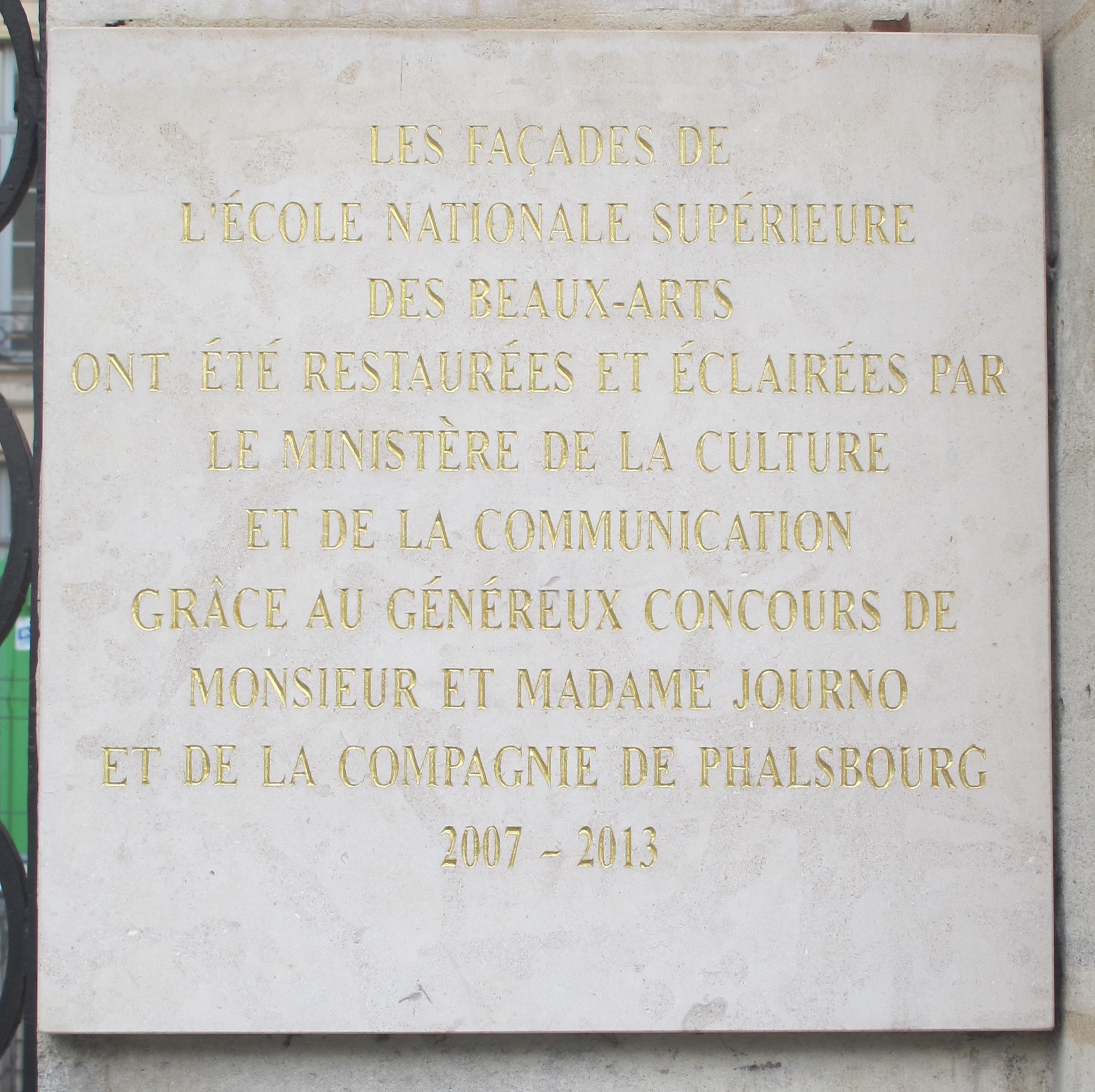
Plaque sur la façade rappelant la restauration.
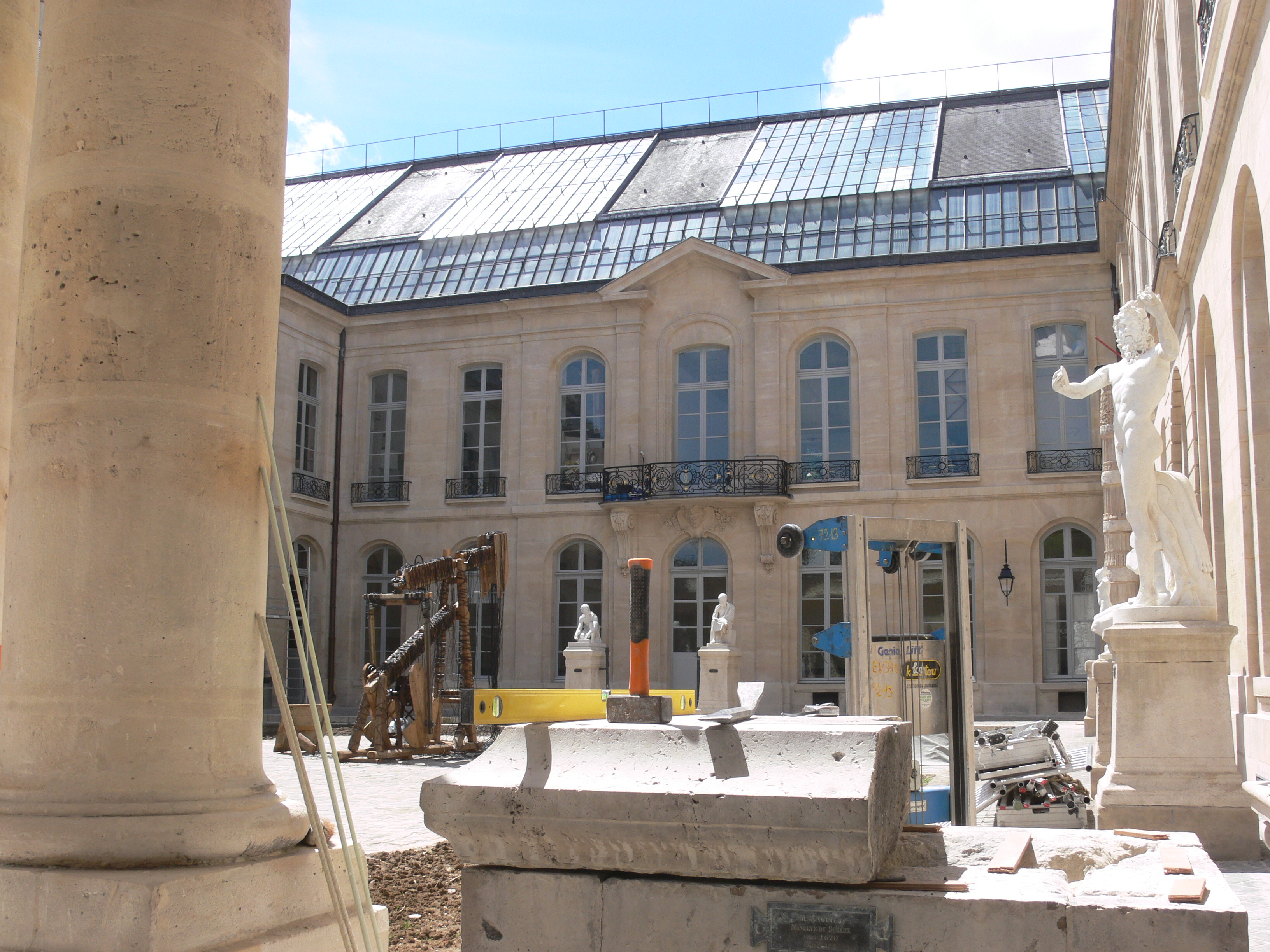
Cour de l'hôtel.
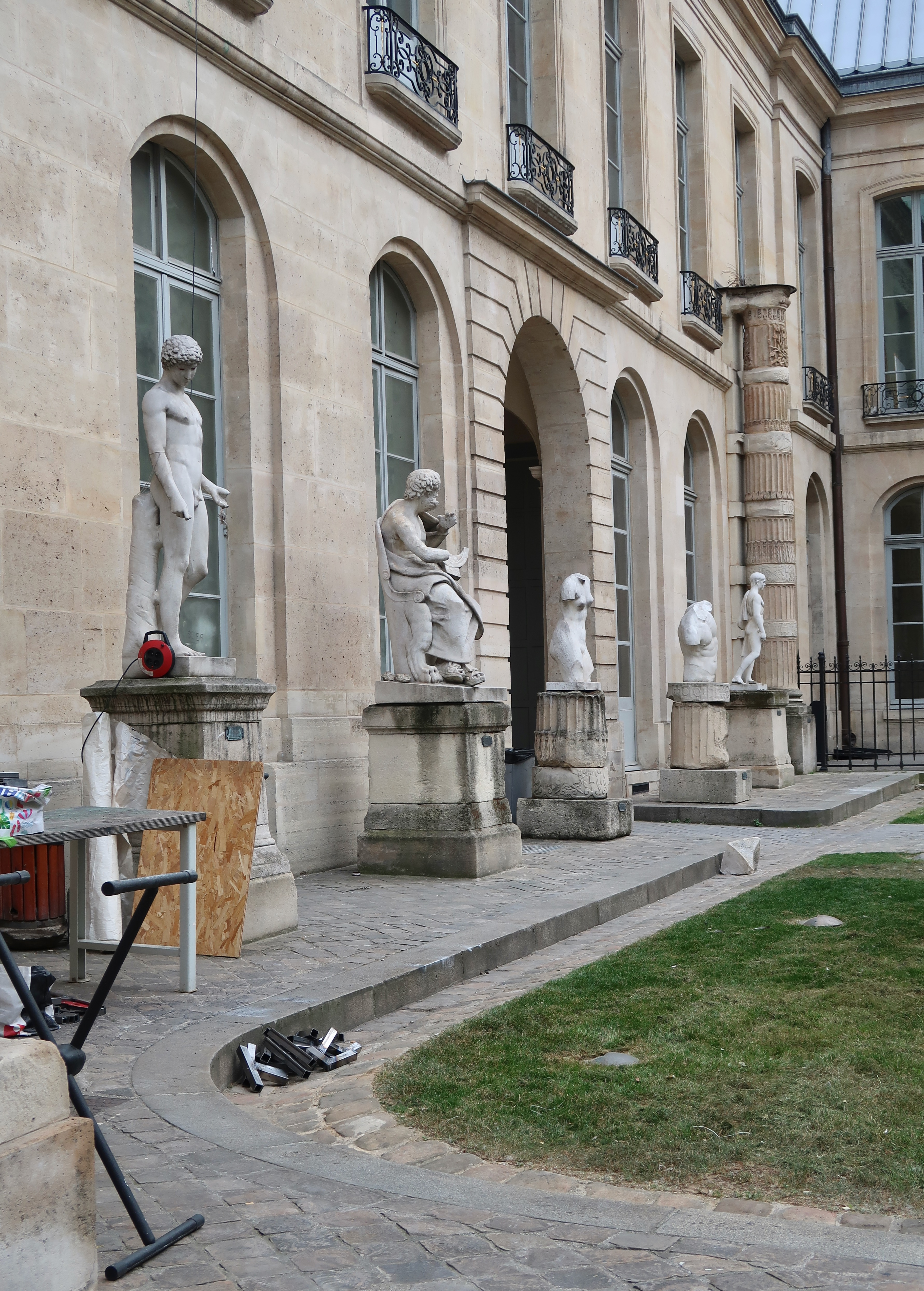
Statues côté gauche.
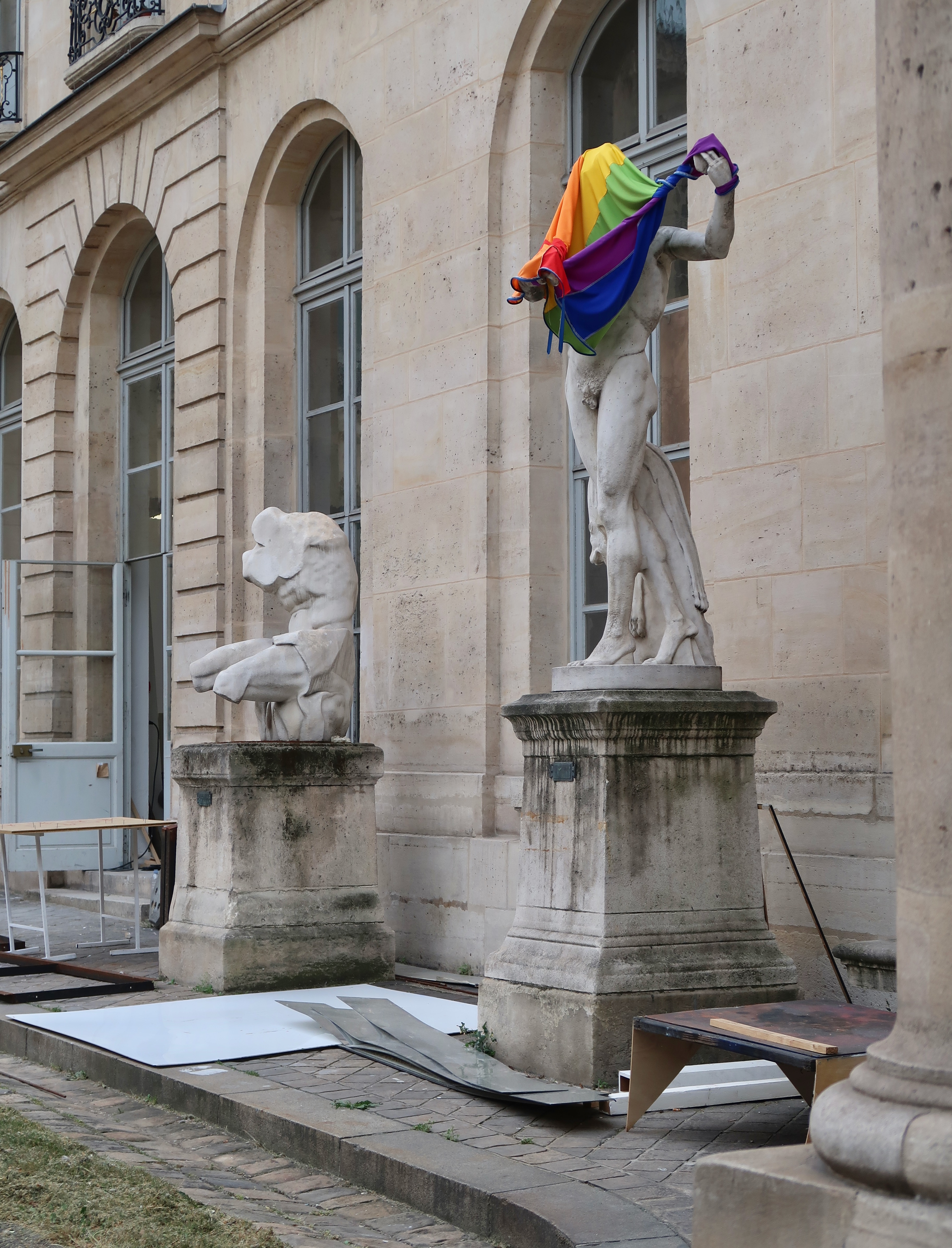
Statues côté droit.
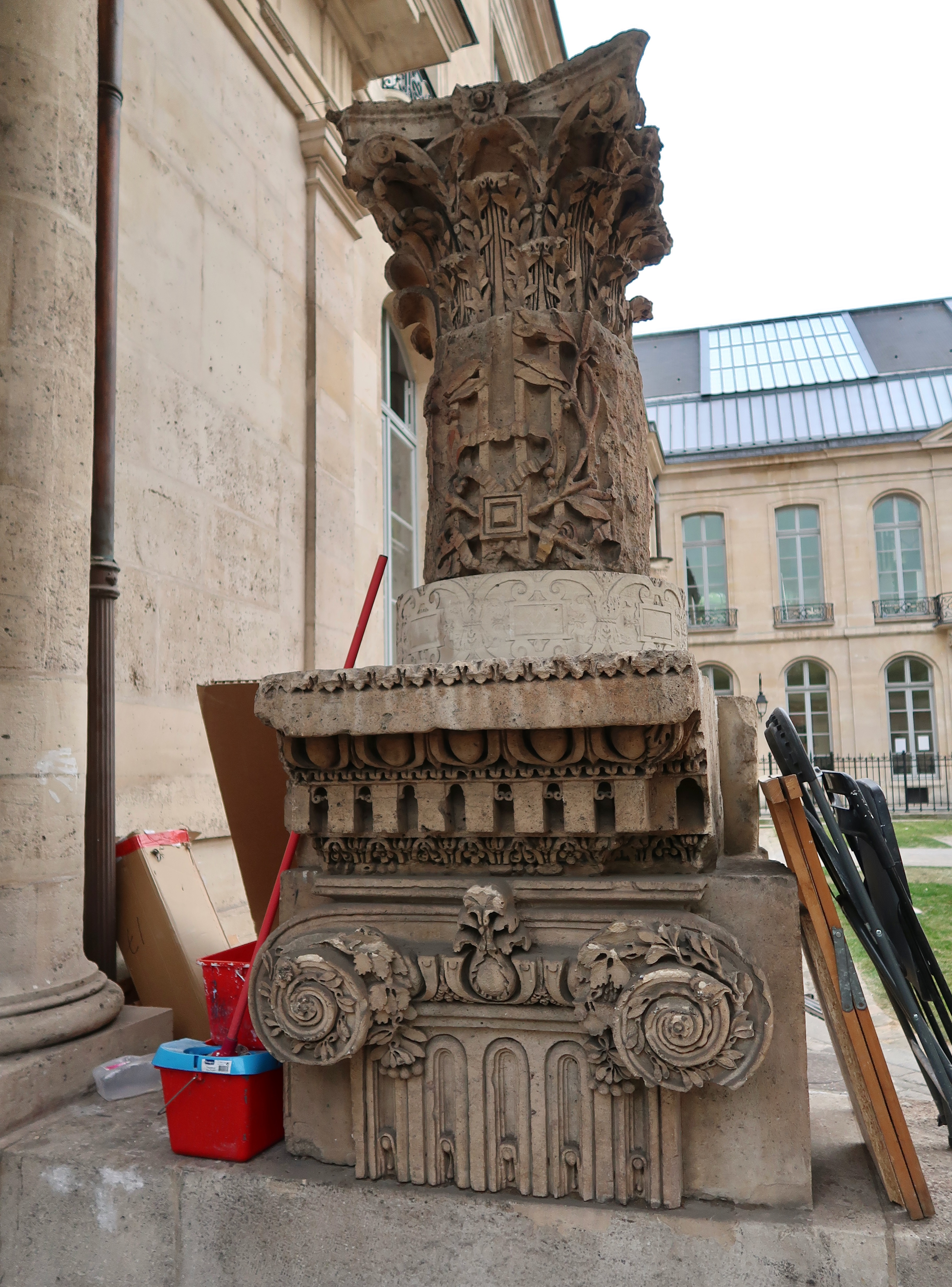
Chapiteau de colonne des Tuileries.